# Şekerpare Hatun
Şekerpare Hatun, osmanskou turečtinou: شکر پارہ خاتون , byla dvorní dáma osmanského sultána Ibrahima I.

## Kariéra
Şekerpare, která byla nejdříve známá jako Şehsuvar, začala svou kariéru jako harémová pokladní. Později povýšila na funkci Kethüde Hatun (hospodyně).
V roce 1644 bylo postavení velkovezíra Kemankeş Mustafy Paši ohroženo silnou frakcí, během které byli propouštěni i dlouhodobí služebníci. O tom rozhodovali oblíbení muži Ibrahima a mezi nimi měla své slovo i Şekerpare. Mustafa byl popraven a Ibrahim pověřil jako nového velkovezíra svého oblíbence Sultanzade Mehmeda Pašu.
Şekerpare měla velký vliv v harému a byla velmi bohatá, zřejmě díky úplatkářství. Právě kvůli úplatkům vznikl mezi ní a matkou sultána Kösem Sultan konflikt. Ten vyústil v roce 1648 ve vyhoštění Şekerpare na ostrov Chios.

## Osobní život
V roce 1647 se Şekerpare provdala za velkovezíra Kara Musu Pašu. Hrála důležitou roli v jeho politické kariéře. Díky spojení s ní se nejdříve stal janičárským agou a získal post vezíra, měl tak vliv na státní finance.
Poklady z Egypta byly rozdány mezi oblíbené manželky a ženy sultána Ibrahima, včetně Şekerpare. Díky tomu si mohla koupit vlastní dům. Mimo jiné také vlastnila šestnáct truhel se šperky.
Je známo, že Ebezade Hamide Hatun, manželka guvernéra Aleppa Hasana Paši, byla její blízkou přítelkyní.

## Charita
V roce 1648 nechala Şekerpare vystavět v Istanbulu fontánu a v Eyüp si postavila vlastní hrobku. Ta však zůstala prázdná a pohřbena zde nebyla.